# Sanook
Sanook是泰国的门户网站，于1998年9月14日推出，其泰文名为“有趣”之意。
2016年12月21日，腾讯全资收购Sanook，更名为腾讯泰国。